# Гауда (місто)
Гауда (нід. Gouda, МФА: [ˈɣʌu̯daˑ]) — місто у Нідерландах, розташоване у провінції Південна Голландія.
Відомий виробництвом сиру з назвою gouda та старими будівлями. Цікавою пам'яткою є ратуша з XV століття.

## Населення
Станом на 31 січня 2022 року населення муніципалітету становило 74165 осіб. Виходячи з площі муніципалітету 16,5 кв. км., станом на 31 січня 2022 року густота населення становила 4.495 осіб/кв. км.
За даними на 1 січня 2020 року 26,3 % мешканців муніципалітету мають емігрантське походження, у тому числі 9,2 % походили із західних країн, та 17,1 %  — інших країн.

## Економіка
Станом на 2018 рік середній дохід домогосподарства становить 28,9 тис. євро.

## Відомі особистості
В поселенні народилися:
- Адріан Влакк (1600—1667) — нідерландський видавець, математик і астроном XVII століття.
- Роберт Зюйдам (нар. 1964) — нідерландський композитор.

## Галерея

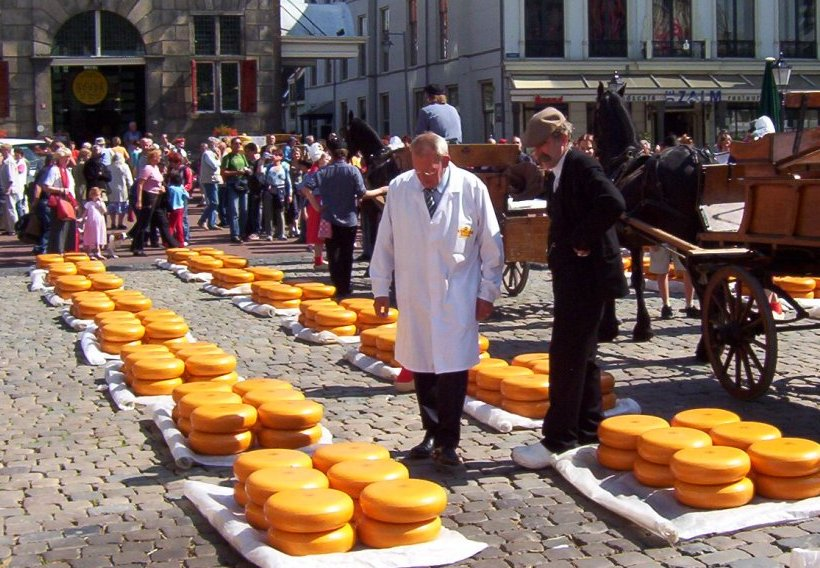
Сирний ринок
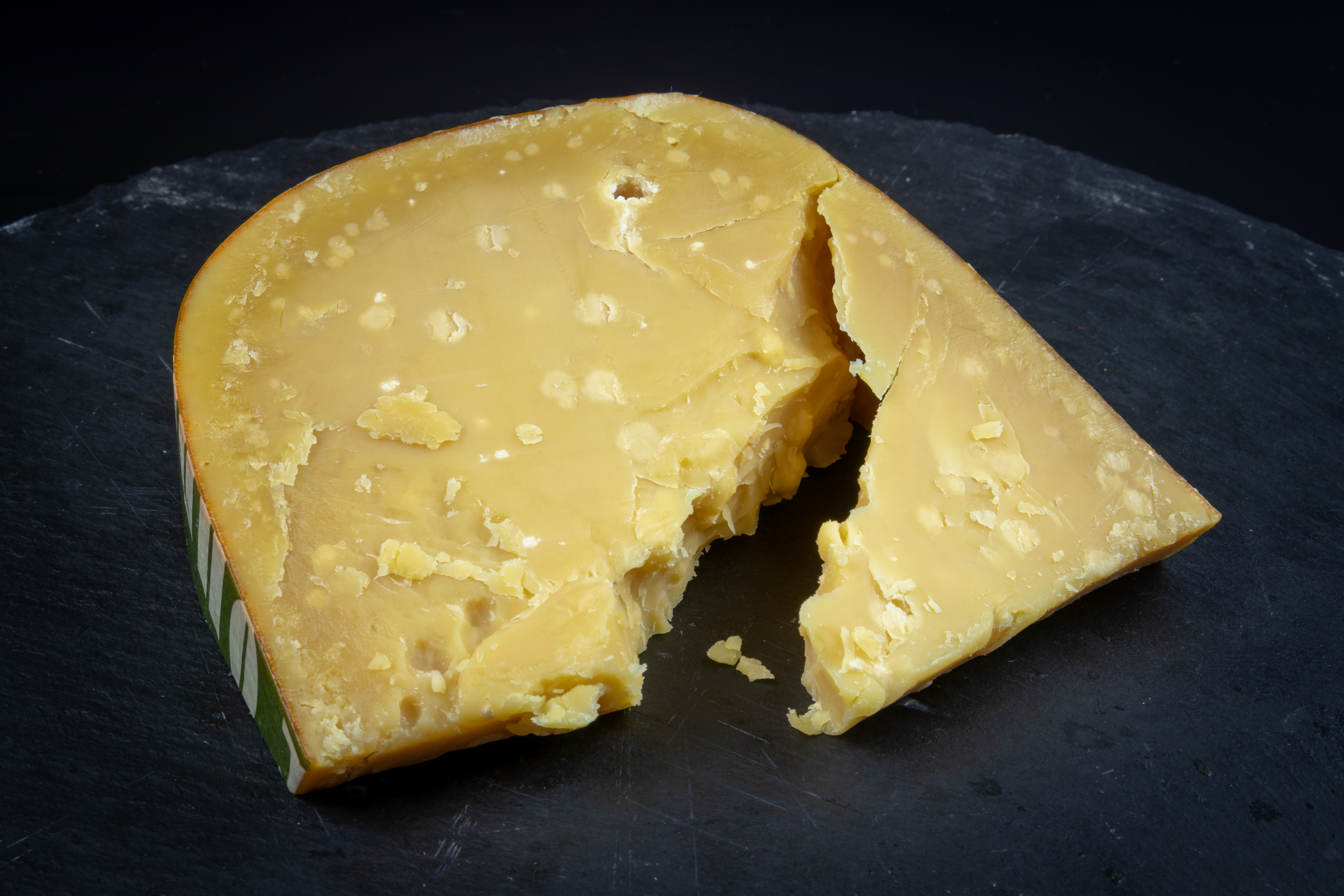
Твердий сир Гауда тривалої витримки
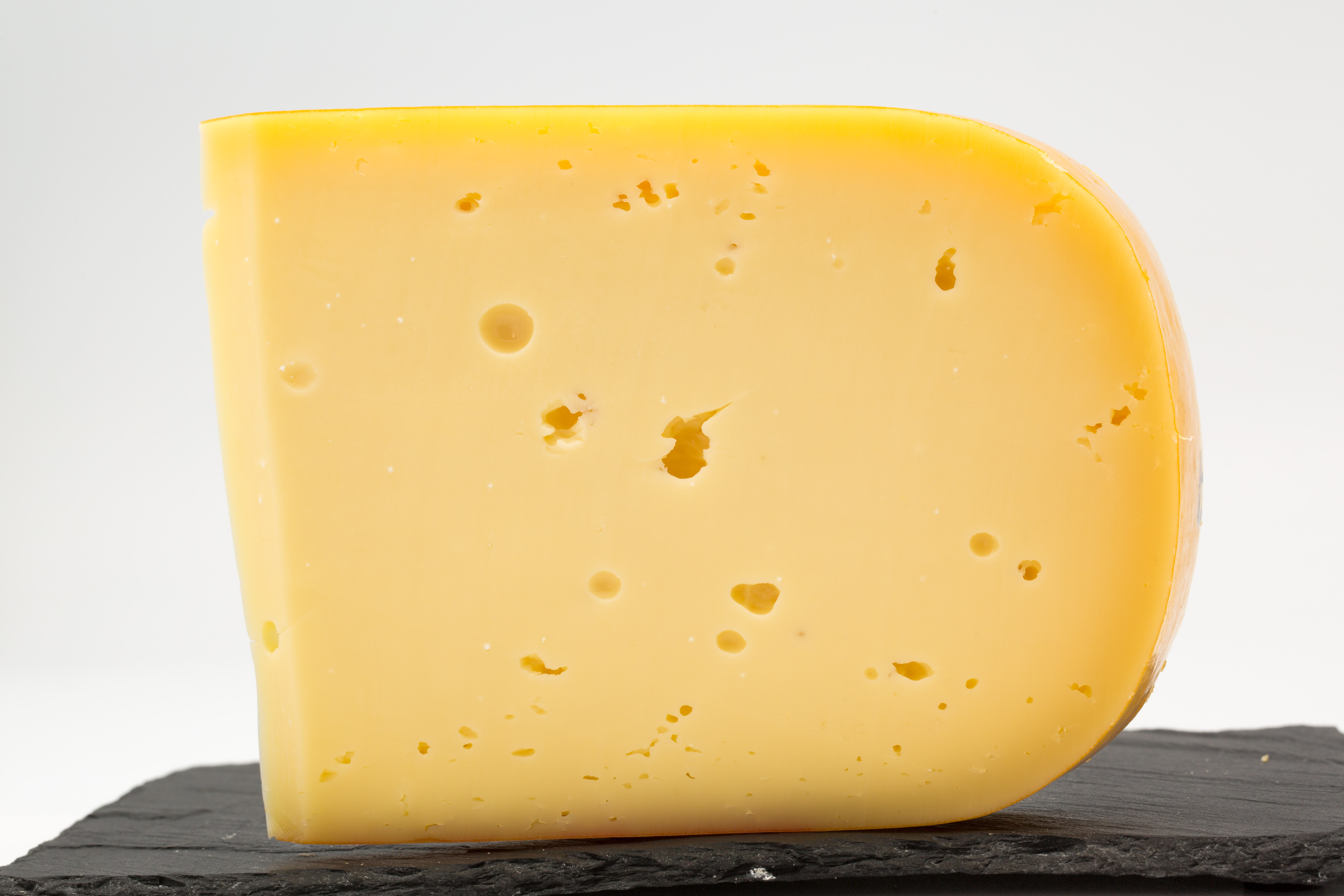
М'який сир Гауда
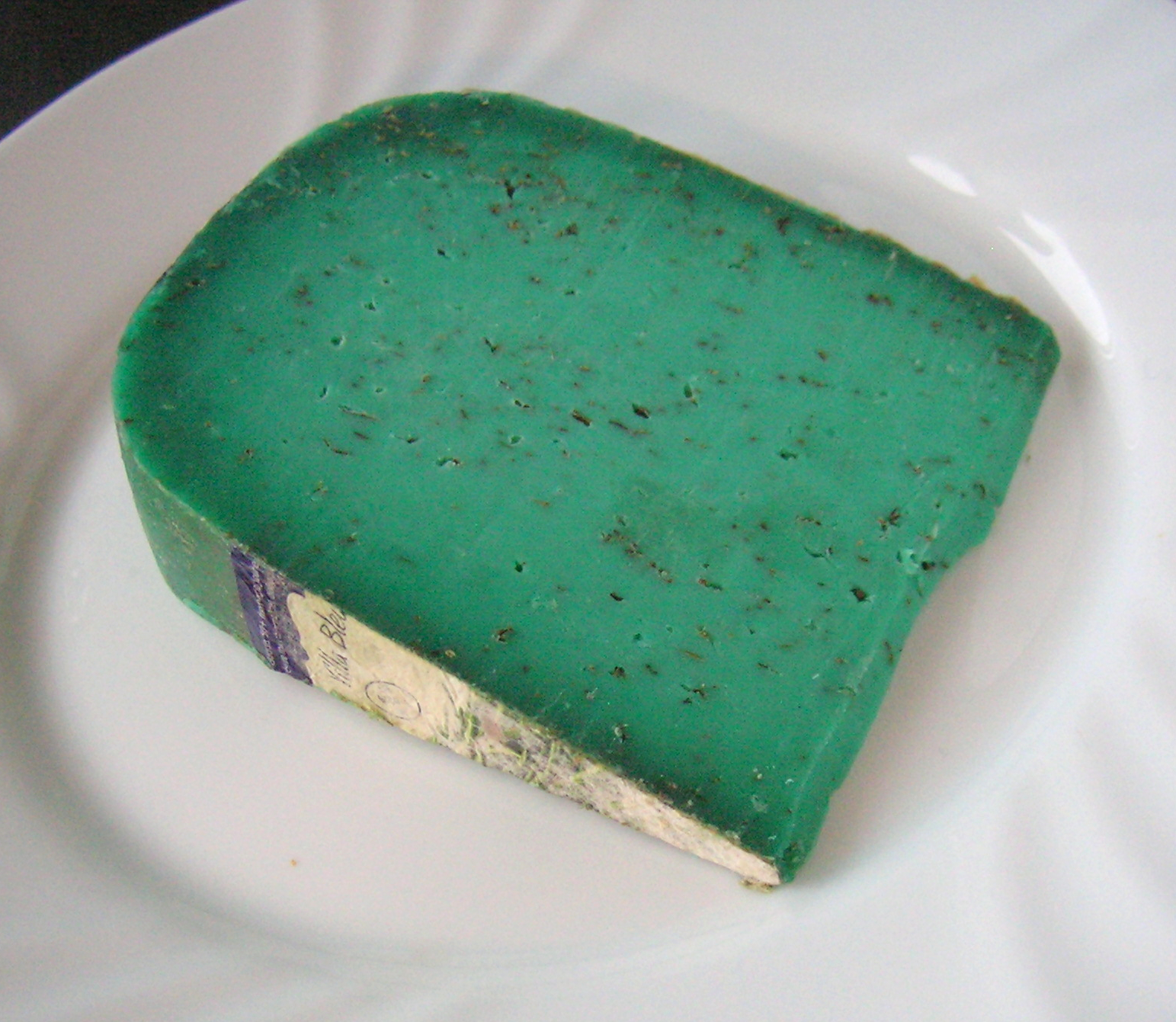
Сир Гауда із Песто
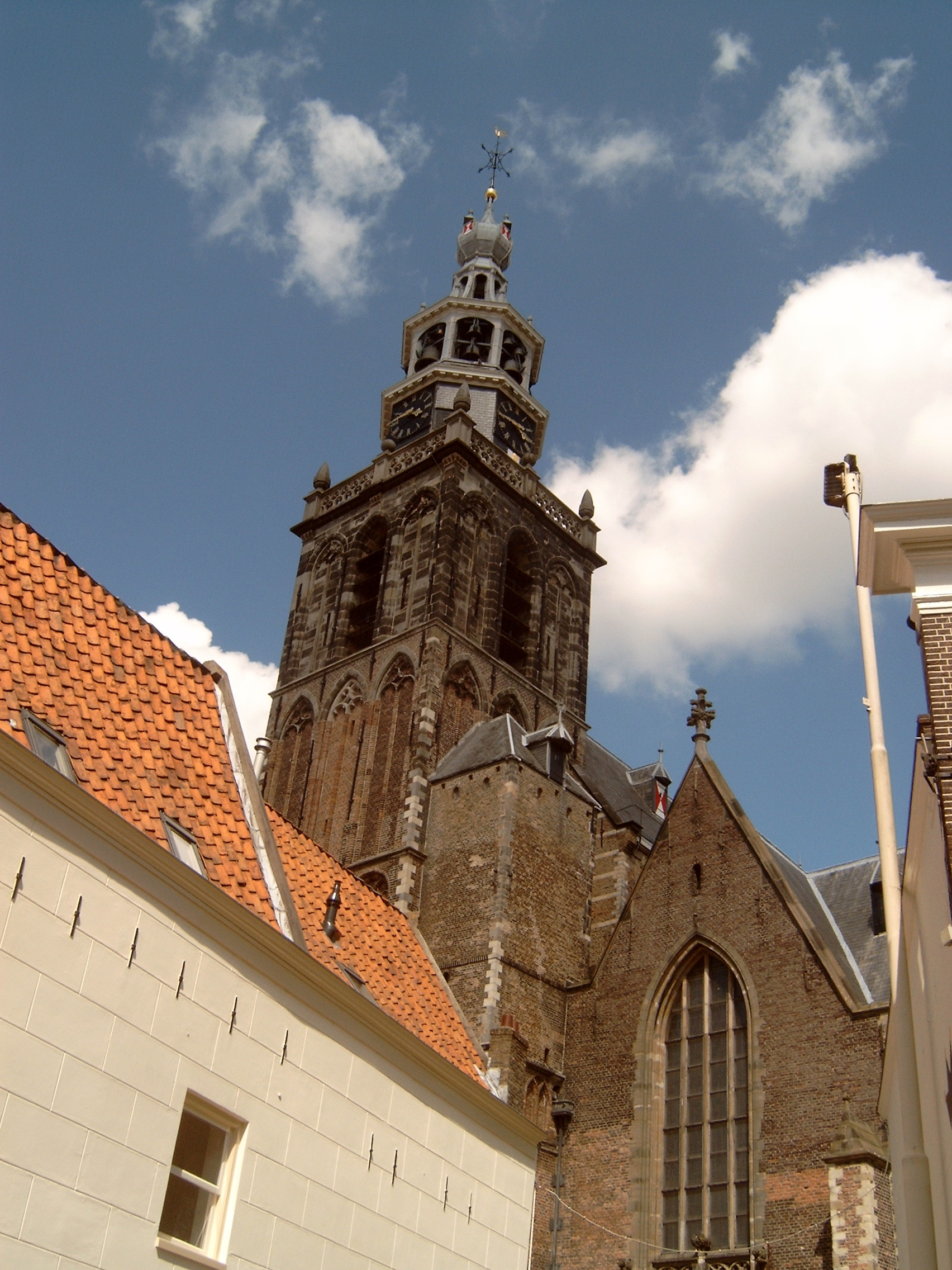
Храм
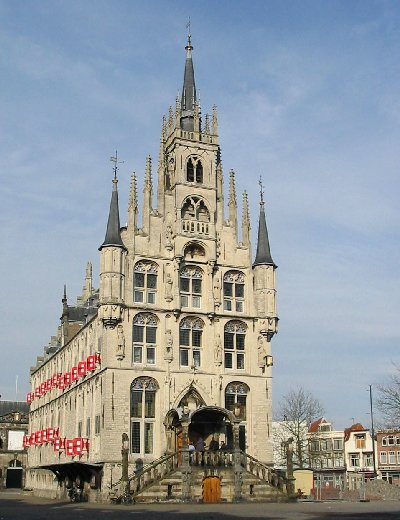
Міська ратуша
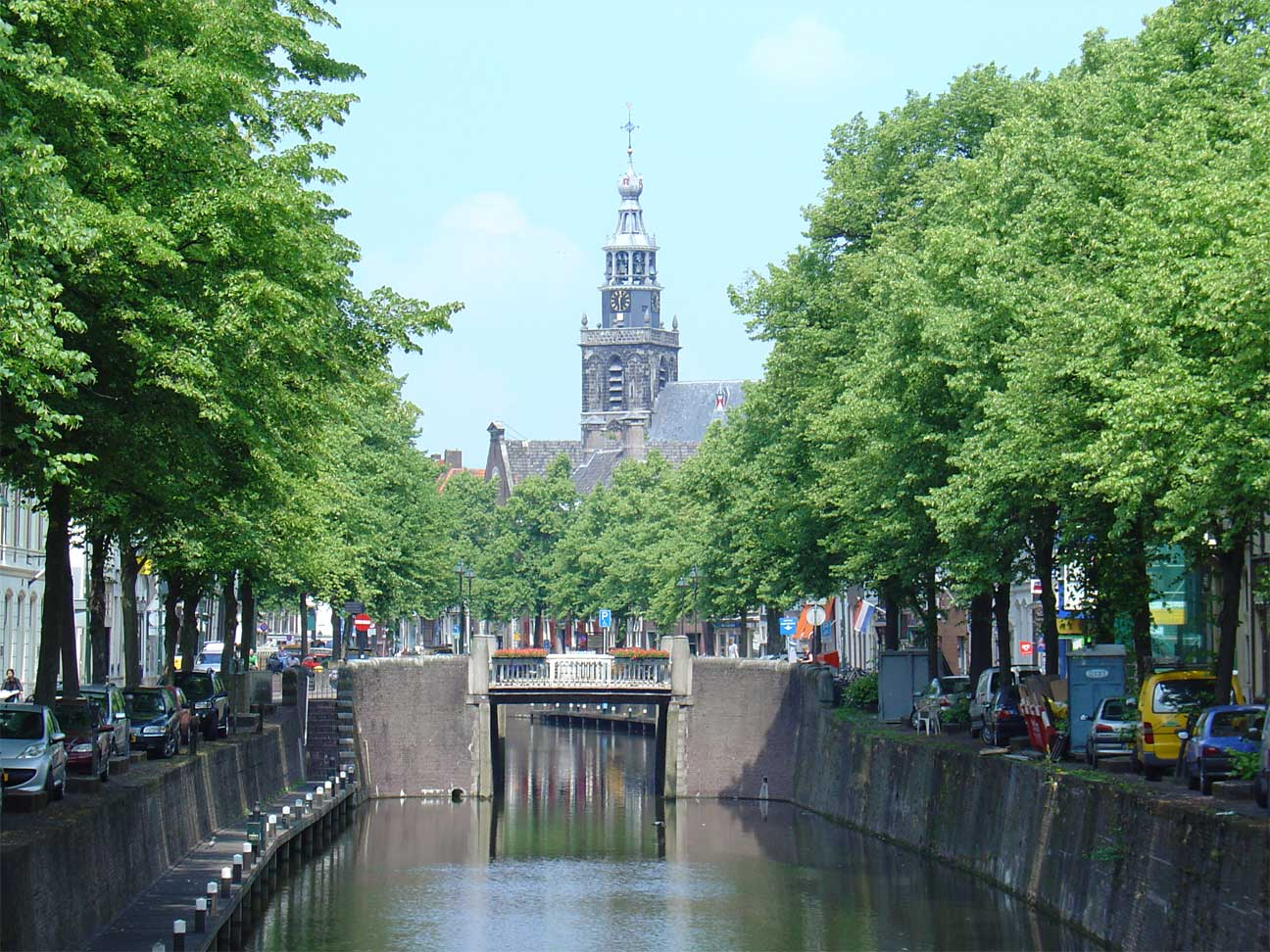
Канал
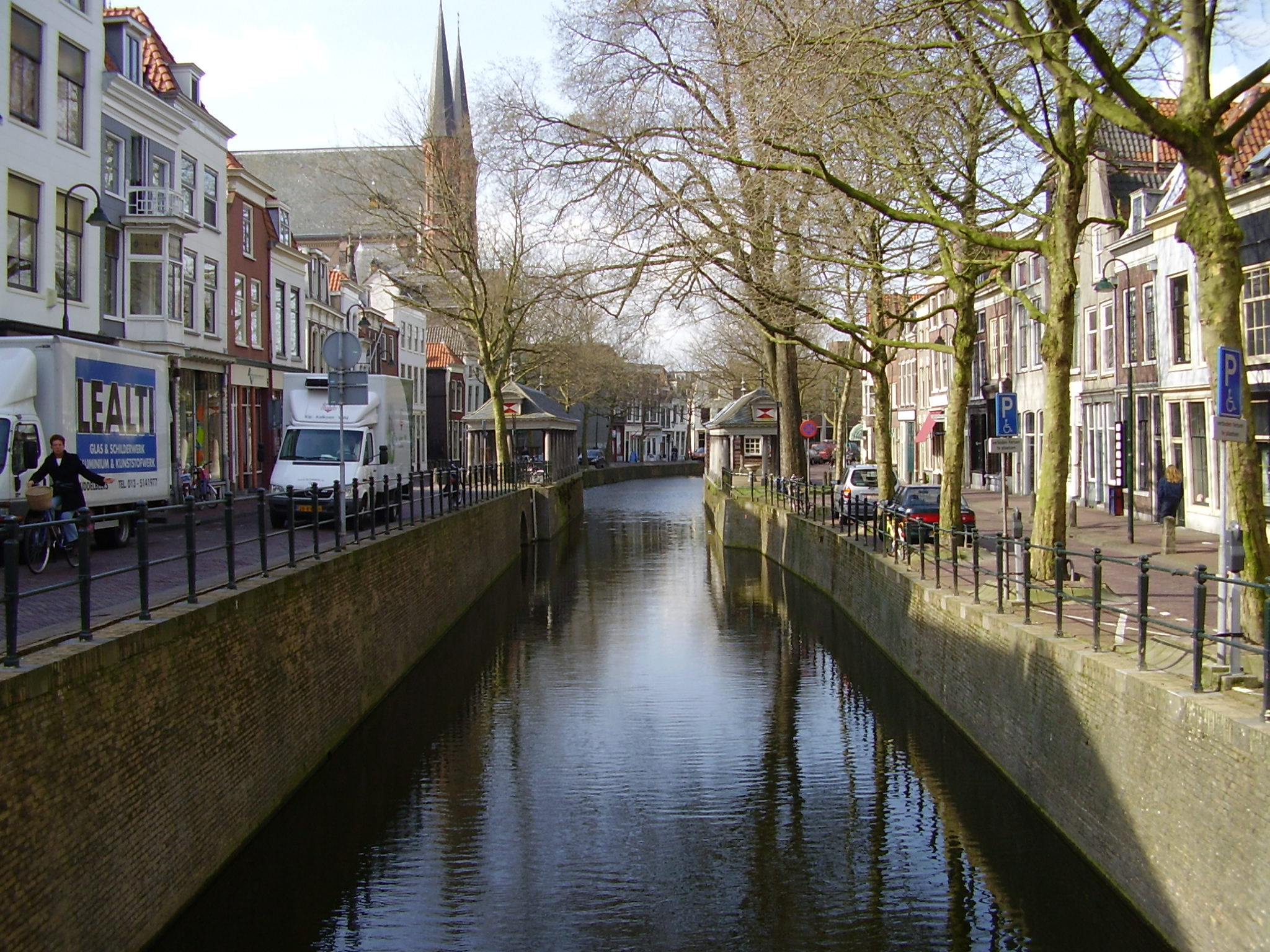
Вулиці і канал
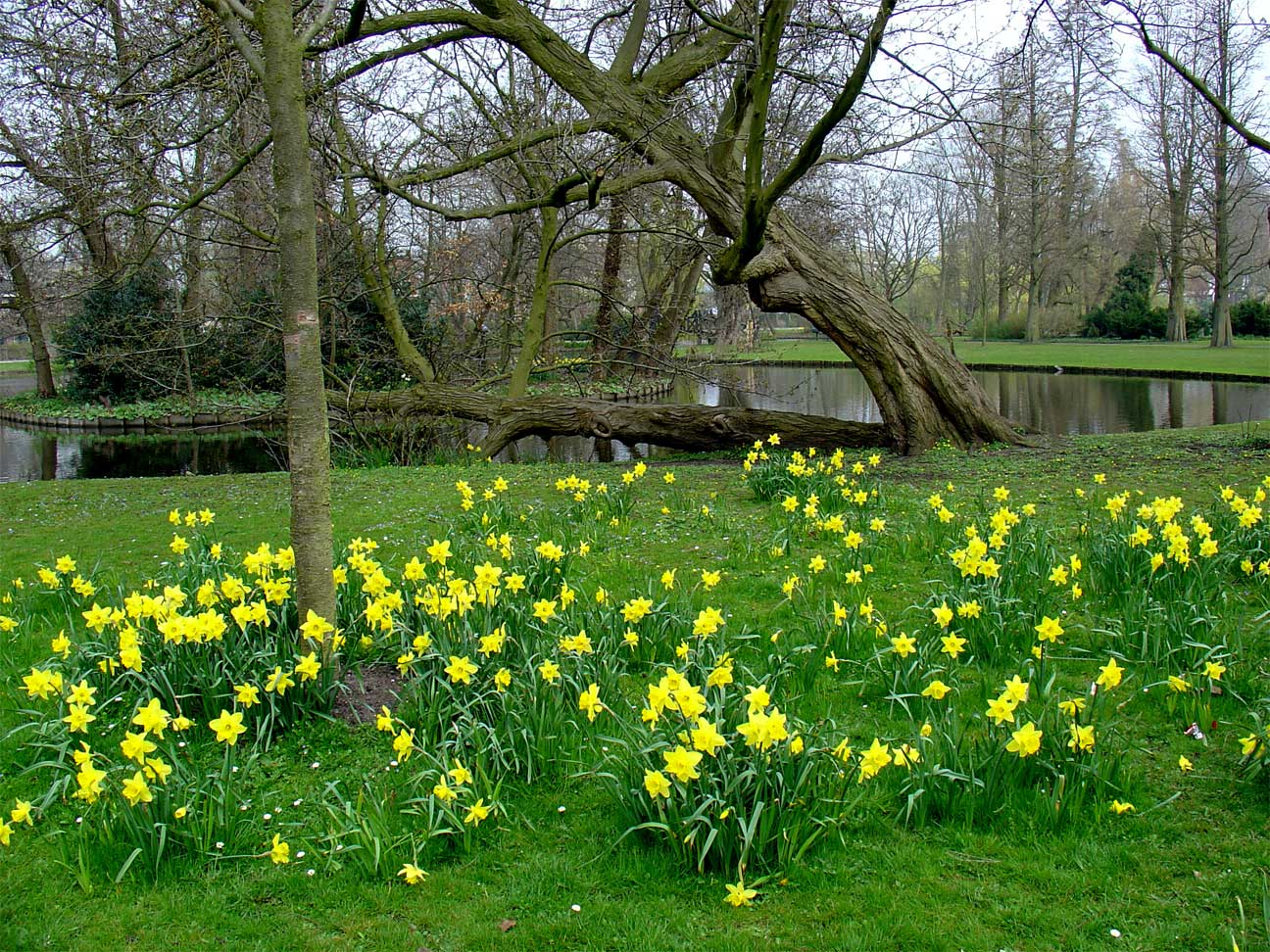
Парк
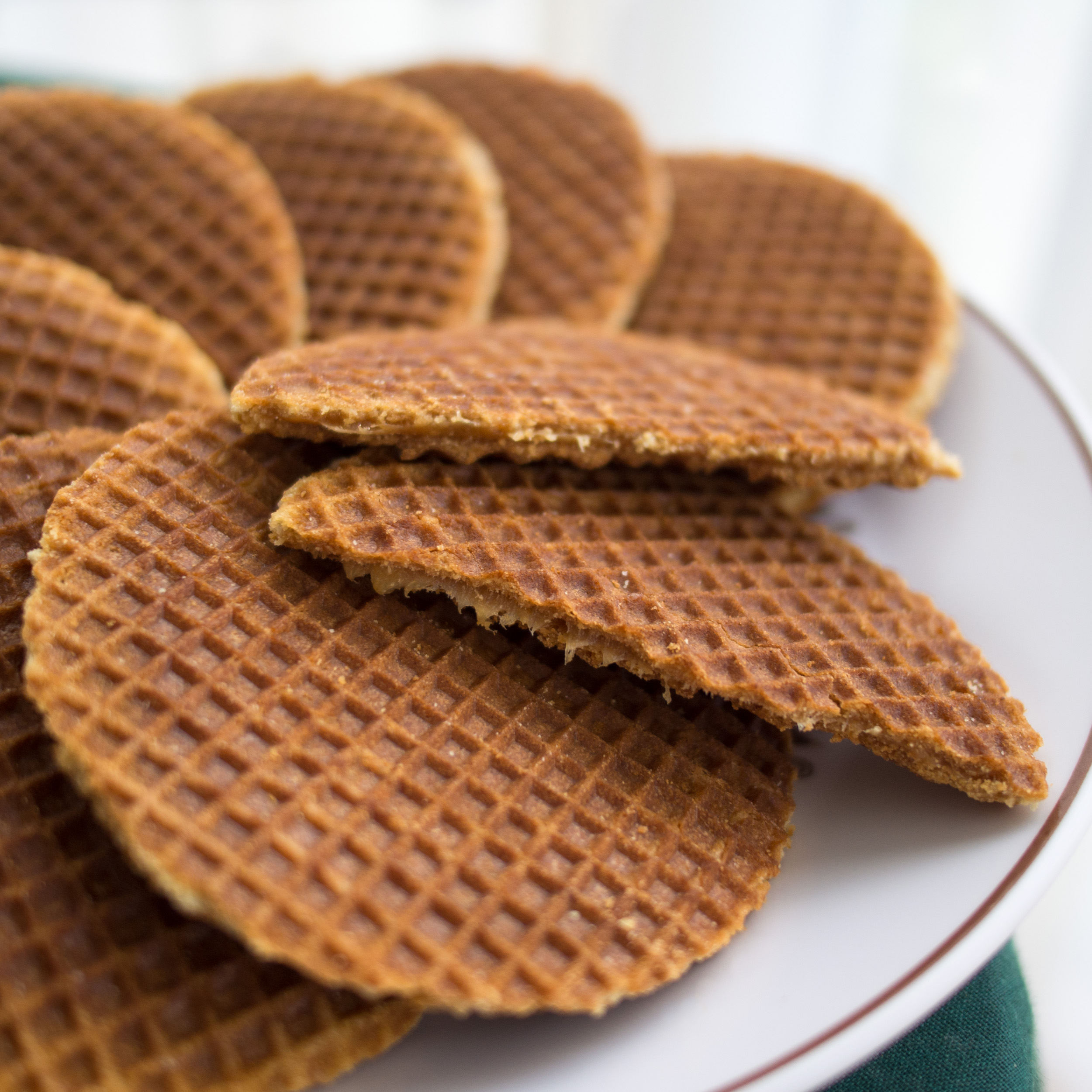
Стропвафлі